# Bedřich Šimon
Bedřich Šimon (15. ledna 1902, Hradec Králové – 18. května 1988, Hradec Králové) byl český umělec, sochař, výtvarník a středoškolský pedagog. Věnoval se především malbě, keramické a skleněné mozaice a nástěnné malbě.

## Životopis

### Mládí a studia
Bedřich Šimon se narodil 15. ledna 1902 do rodiny Josefa Šimona (1873–1924) a Františky Šimonové, rozené Kašparové (1868–1942). Měl staršího bratra Františka, bankovního úředníka a starší sestru Annu, taktéž bankovní úřednici. V letech 1919–1920 je uváděn jako abiturent Vyšší reálné školy v Hradci Králové. Jeho spolužákem byl například překladatel a filolog Břetislav Mencák či architekt Stanislav Novotný. Vystudoval střední uměleckoprůmyslovou školu v Praze a poté začal studovat na Akademii výtvarných umění v Praze v ateliéru Augusta Brömseho, studium však kvůli smrti otce nedokončil.

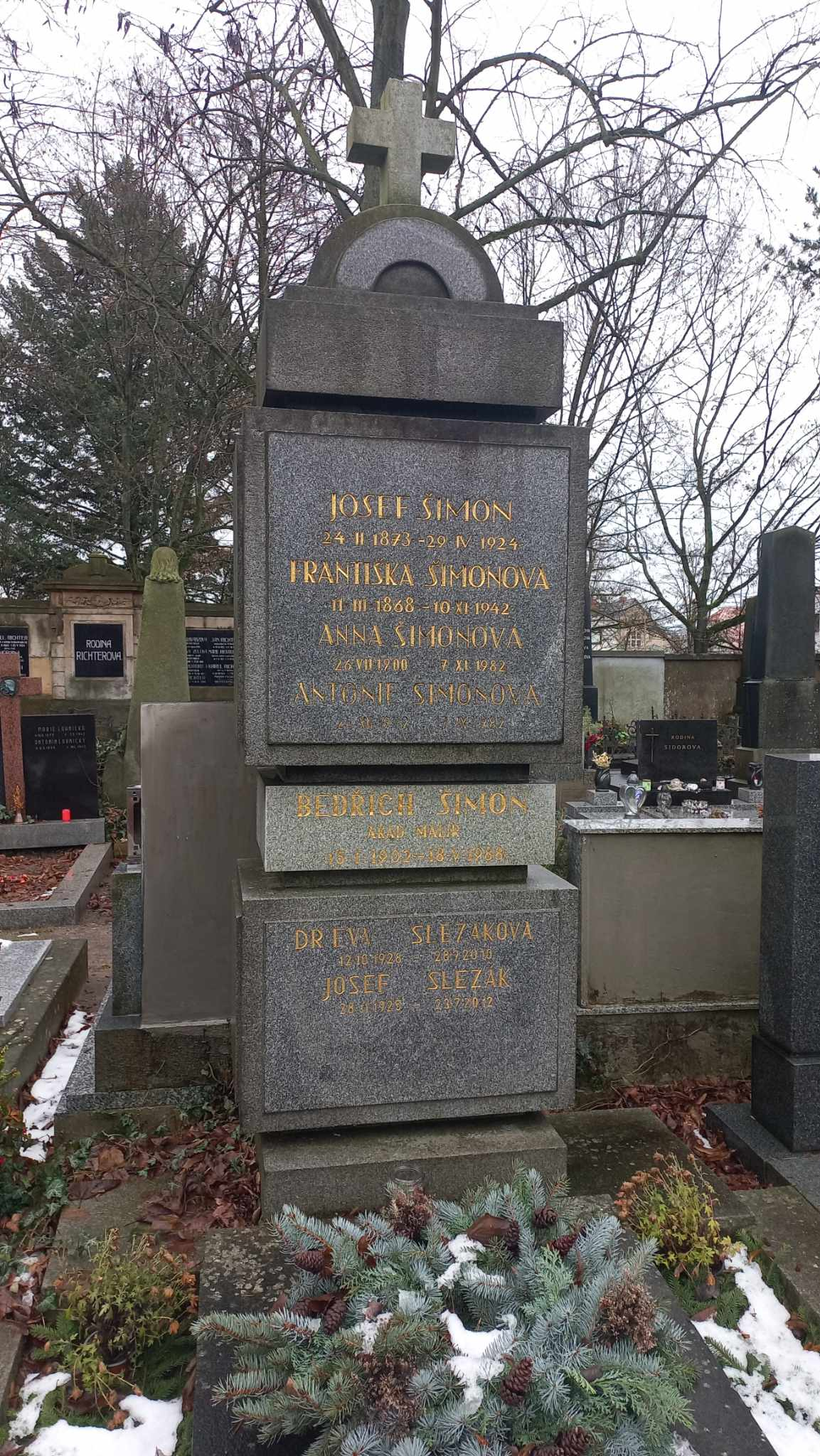
Hrob Bedřicha Šimona na pouchovském hřbitově

### Meziválečná doba
V roce 1923 se zúčastnil soutěže na plakát stavebních živností v Hradci Králové a skončil třetí. Od roku 1925 zastával pozici suplujícího profesora na Vyšší reálné škole v Hradci Králové, kde učil matematiku a geometrii. V letech 1926 až 1929 vedl po umělecké stránce výrobu lidových tkanin v Prievidzi na Slovensku pro společnost Detva v Bratislavě. Vydal mimo jiné i technickou pomůcku pro textilní továrny a školy Poté působil jako profesor na gymnáziu v Chotěboři. V roce 1939 restauroval oltářní obrazy v královéhradecké katedrále svatého Ducha.

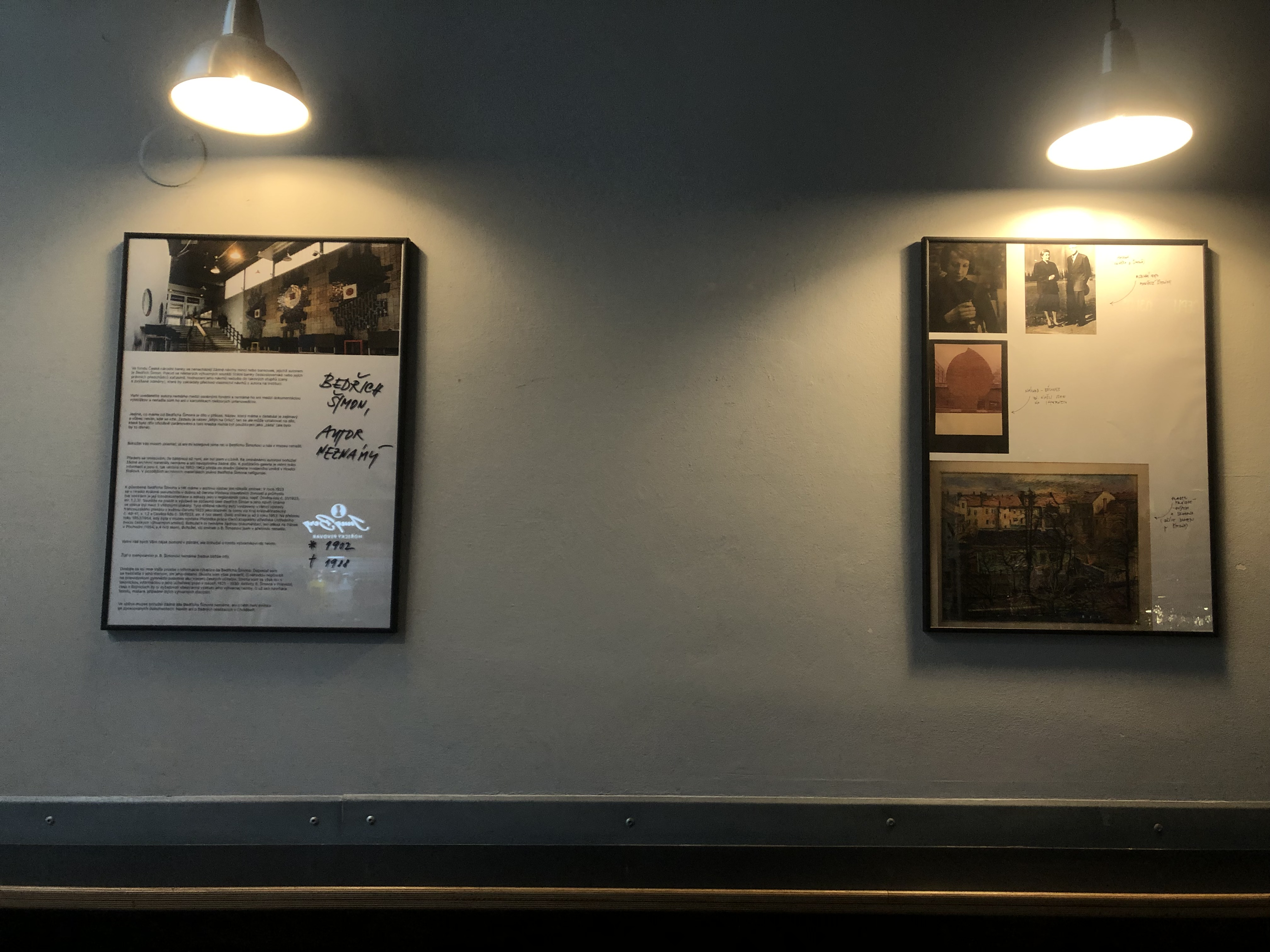
Úvodní panely výstavy Bedřich Šimon - autor neznámý v královéhradeckém Bio Central, kde se nachází i jedna z jeho mozaik

### Působení v Hradci Králové
Po druhé světové válce se přestěhoval do Hradce Králové, kde se usadil a učil na Střední průmyslové škole geometrii a odborné kreslení. Byl autorem vítězného klavíru na světové výstavě Expo 58. V sedmdesátých letech 20. století vytvořil mozaiku Oko do celého světa pro kino Jas (dnes Bio Central).
Bedřich Šimon zemřel 18. května 1988 ve věku 86 let. Pohřeb se konal 26. května téhož roku v kostele svaté Anny v Kuklenách. Je pohřben na pouchovském hřbitově.
V roce 2023 po osudech Bedřicha Šimona pátrali pracovníci Bio Central Ilona Mach a Jan Slanina. Výsledky jejich práce byly odhaleny 9. listopadu 2023 na výstavě Bedřich Šimon - autor neznámý v královéhradeckém Bio Central.

## Dílo
Kompletní dílo Bedřicha Šimona doposud (2024) nebylo zpracováno. Jsou zde proto uvedeny pouze některé potvrzené instalace.
- Cyklus vánočních dřevorytů, 1930[8]
- Restaurace oltářních obrazů, katedrála svatého Ducha, Hradec Králové, 1939
- Sgrafitová výzdoba fasády bytového domu č. p. 1499, Náchod, 1955[15]
- Klavír, Expo 58, 1958
- Kovová tepaná fontána, Střední průmyslová škola, Hradec Králové, 1961[16]
- Silonový obraz, Kulturní dům havířů, Žacléř, 1962[17]
- Keramická mozaika Oko do celého světa, Bio Central, Hradec Králové, 1972[11]
- Keramická plastika Lipový list pro sídliště Pod Montací, Náchod, 1978[18]
- Fasáda obchodního domu Prior, Hradec Králové, 1981[19]
- Sgrafito na průčelí budovy Dětské kliniky, Fakultní nemocnice Hradec Králové
- Keramická mozaika u recepce, Poliklinika II, Hradec Králové – Slezské předměstí

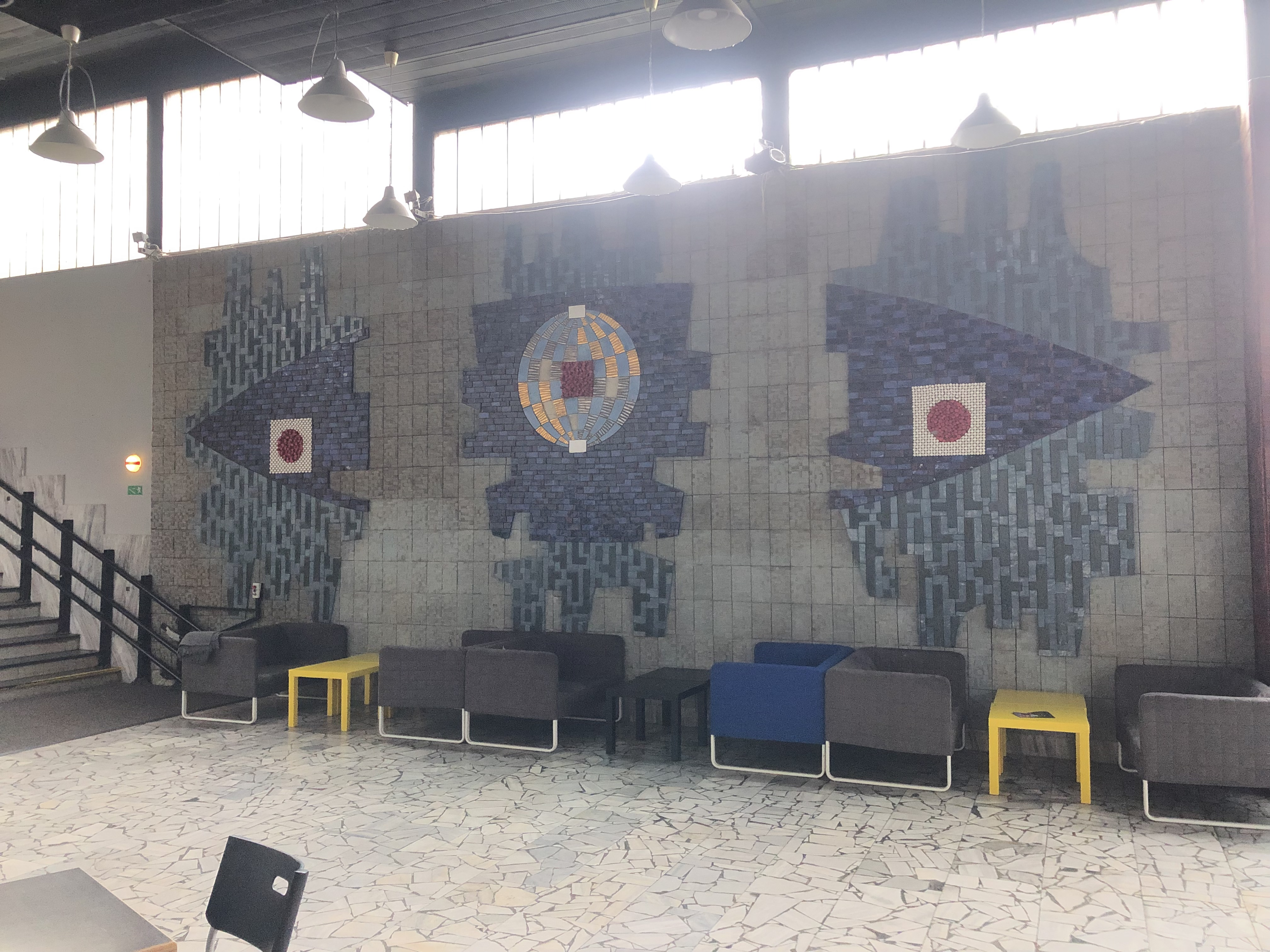
Oko do celého světa, Bio Central, 1972
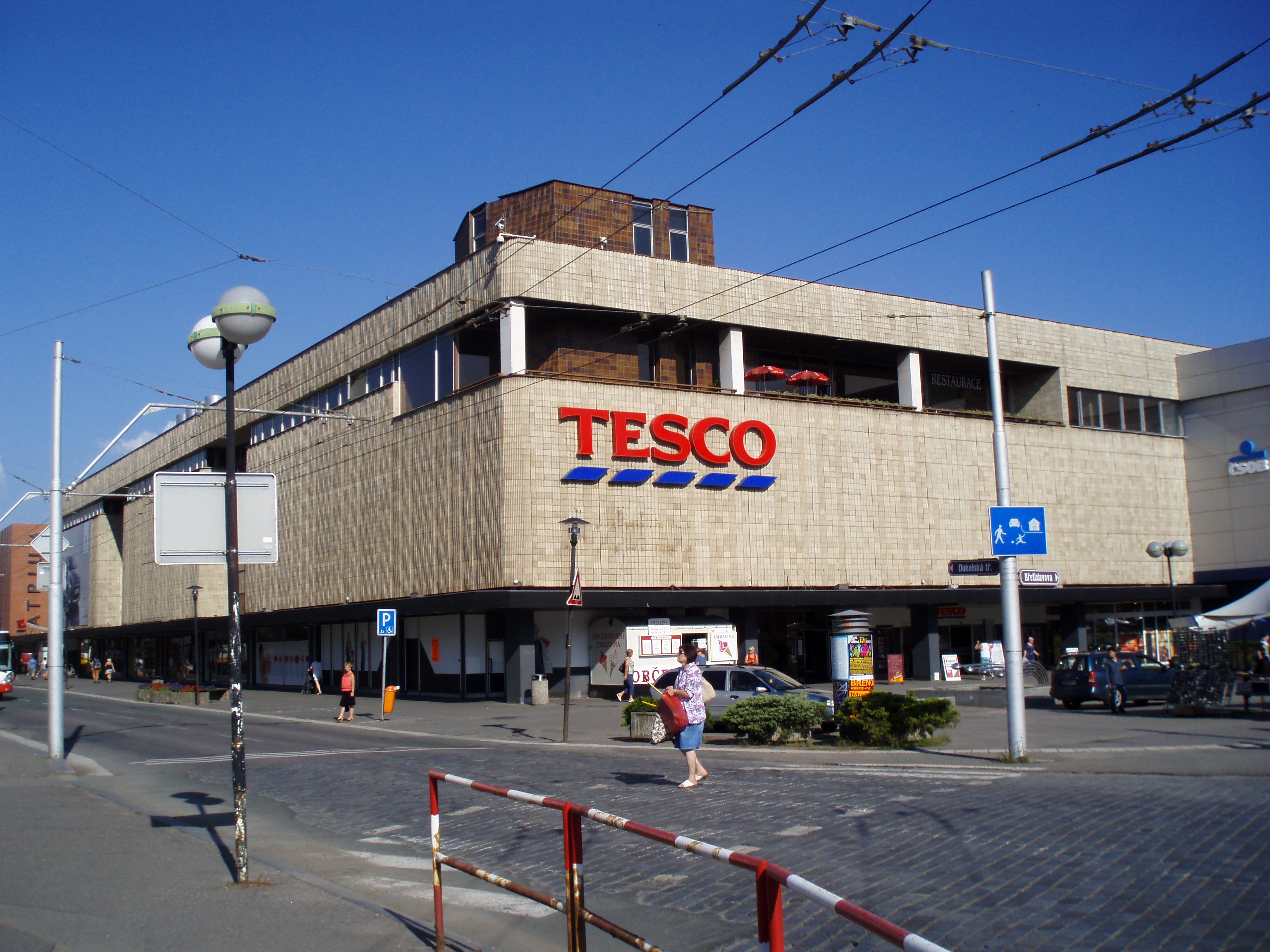
Obchodní dům Prior, 1981